# Lorenzo Torriani
Lorenzo Torriani (n. 31 ianuarie 2005, Vimodrone, Lombardia, Italia) este un fotbalist italian, care joacă pe post de portar la Milan în Serie A. Pe plan internațional, are prezențe la națională pentru Italia U20⁠(d).

## Carieră
Torriani a început să joace fotbal la Città di Cologno, înainte de a se alătura academiei de tineret a clubului AC Milan la categoria de "Sub 8 ani" și a evoluat pentru echipele lor de tineret. În 2024 a fost chemat rezervă pentru AC Milan și a jucat în meciurile din presezonul care a avut loc în vara lui 2024. Pe 26 iunie 2024, a semnat primul său contract profesionist cu AC Milan, pe o perioadă de 3 ani, valabil până în 2027.
Torriani și-a făcut debutul oficial cu echipa de seniori a lui AC Milan pe 17 septembrie 2024. Acesta l-a înlocuit pe titularul  Mike Maignan într-un meci din UEFA Champions League împotriva clubului englez Liverpool atunci când acesta s-a accidentat.

## Cariera internationala
Torriani a jucat la echipa națională de tinere a Italiei (Italia U20), fiind convocat pentru prima dată în septembrie 2024 pentru a jucat în meciuri din Liga Elitei Under 20.